# Stolany
Stolany (en allemand : Stollan) est une commune du district de Chrudim, dans la région de Pardubice, en République tchèque. Sa population s'élevait à 396 habitants en 2022.

## Géographie
Stolany se trouve à 5 km au sud-ouest du centre de Chrudim, à 13 km au sud-sud-ouest de Pardubice et à 95 km à l'est-sud-est de Prague.
La commune est limitée par Lány au nord, par Sobětuchy et Rabštejnská Lhota à l'est, par Mladoňovice au sud et par Morašice à l'ouest.

## Histoire
La première mention écrite de la localité date de 1229.

## Galerie

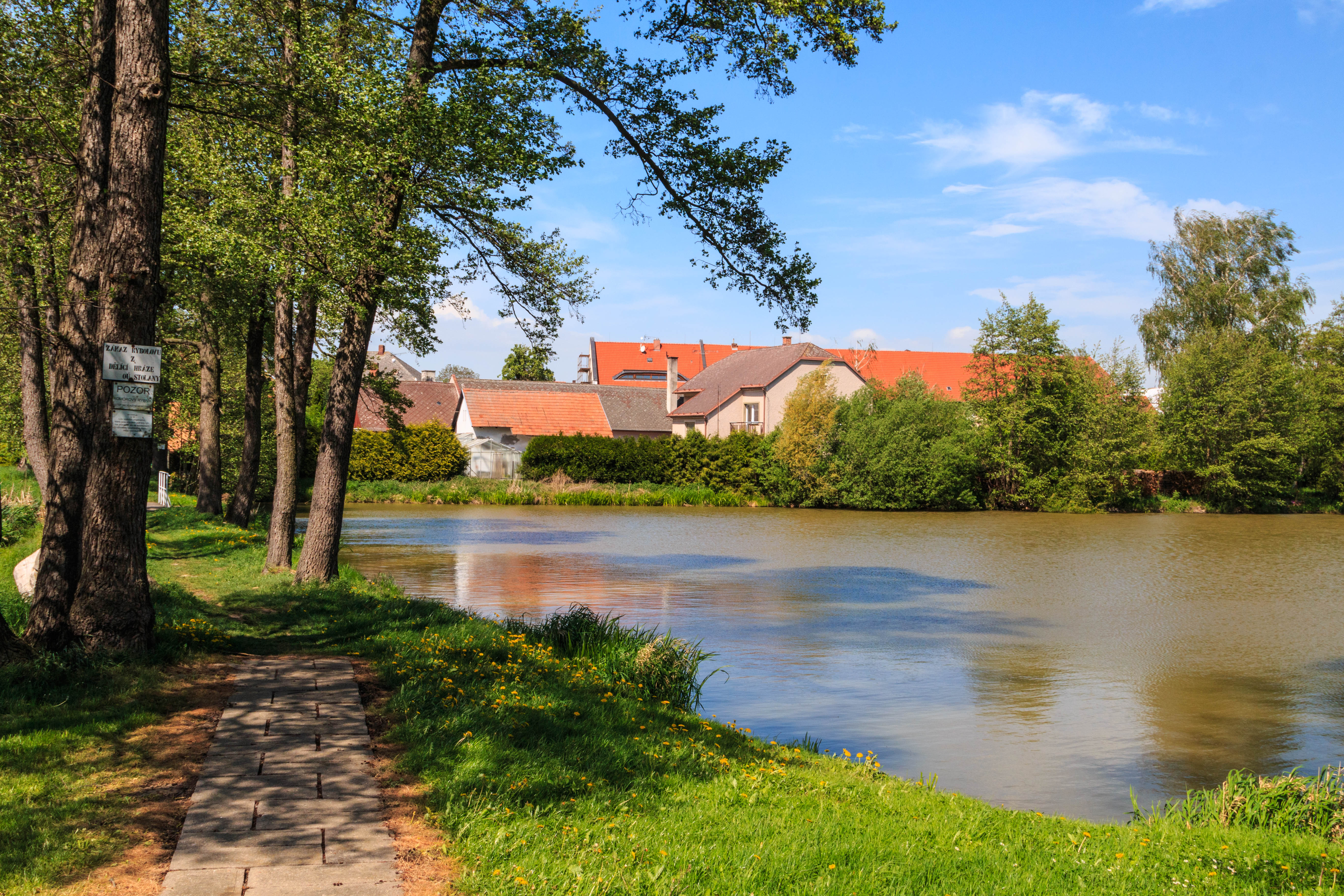
Étang à Stolany.
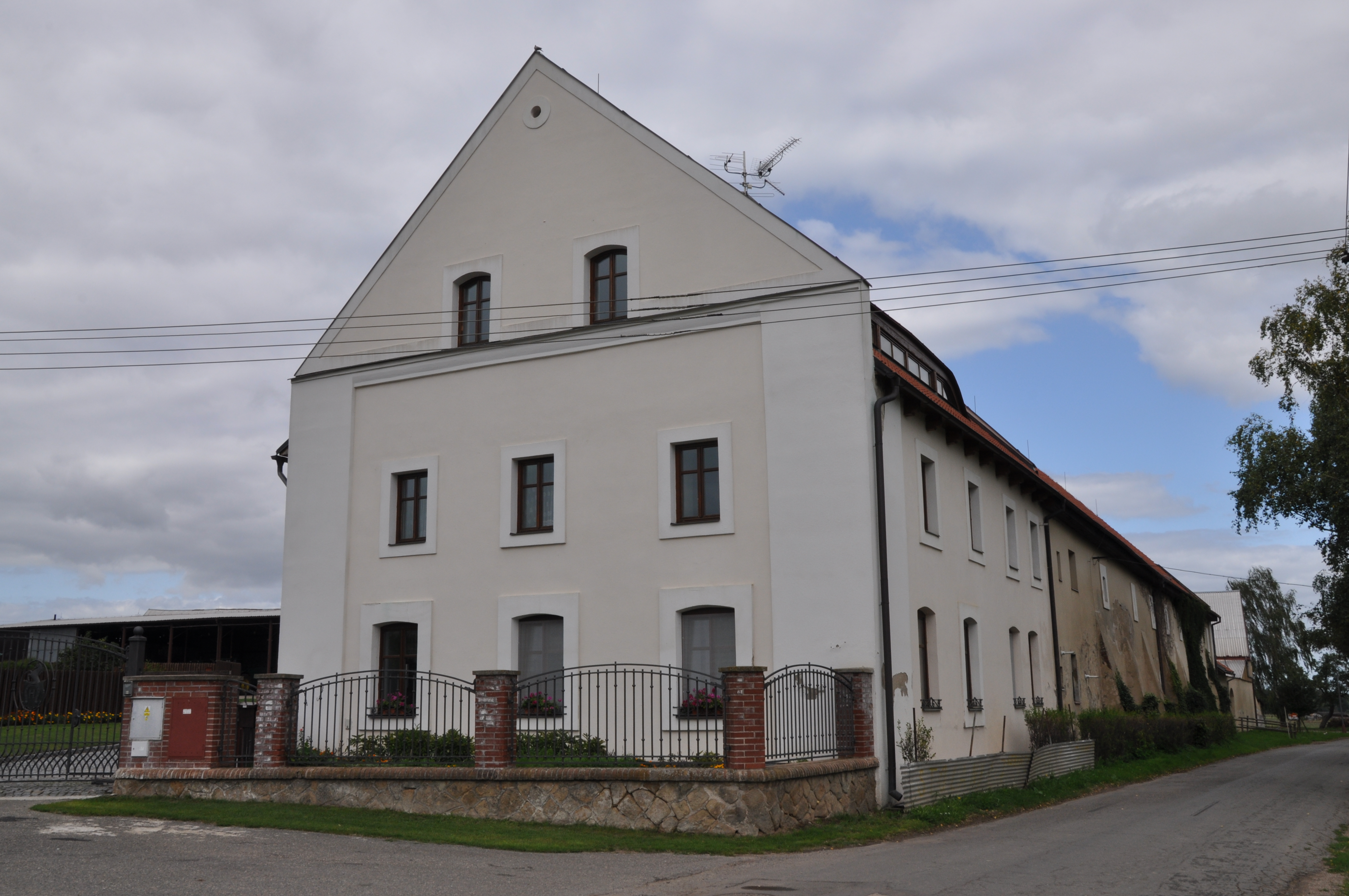
Maison forte à Stolany.

## Transports
Par la route, Stolany se trouve à 6 km de Chrudim, à 16 km de Pardubice et à 119 km de Prague. 